# قرار مجلس الأمن التابع للأمم المتحدة رقم 722
قرار مجلس الأمن التابع للأمم المتحدة رقم 722، اتخذ بالإجماع في 29 تشرين الثاني / نوفمبر 1991، بعد النظر في تقرير الأمين العام بشأن قوة الأمم المتحدة لمراقبة فض الاشتباك، أشار المجلس إلى جهود قوة المراقبة لإحلال سلام دائم وعادل في الشرق الأوسط.
ودعا القرار دعوة الأطراف المعنية إلى التنفيذ الفوري للقرار 338 (1973)، وجدد ولاية قوة المراقبة لستة أشهر أخرى حتى 31 مايو 1992، وطلب من الأمين العام تقديم تقرير عن الحالة في نهاية تلك الفترة.
وحول تمديد القوة، قال رئيس مجلس الأمن إنه بينما كان الوضع هادئا، إلا أنه لا يزال خطيرا حتى «يمكن التوصل إلى تسوية شاملة تغطي جميع جوانب مشكلة الشرق الأوسط».

## روابط خارجية
- نص القرار في undocs.org